# 常総市立石下小学校
常総市立石下小学校（じょうそうしりついしげしょうがっこう）は、茨城県常総市新石下にある公立小学校。

## 概要

### 教育目標
『共感的な人間関係・自己決定の場を組み入れた児童中心の教育活動を通し、自ら考え行動できる児童の育成を図る。』

## 沿革

### 略歴
1874年（明治7年）に新石下小学校として開校し、石下町立石下小学校を経て、現在の状態になった。

### 年表
出典
- 1874年（明治7年） - 新石下小学校が設立。
- 1886年（明治19年） - 新石下小学校と本石下小学校をそれぞれ尋常小学校へと改称する。
- 1889年（明治22年） - 本石下尋常小学校を廃校とし、新石下尋常小学校へ合併する。
- 1908年（明治41年） - 高等科を尋常小学校に併置し、石下尋常高等小学校へと改称する。
- 1914年（大正3年） - 石下町新石下620番地に校舎を新設する。
- 1941年（昭和16年） - 石下国民学校へと改称する。
- 1947年（昭和22年） - 石下町立石下小学校へと改称する。
- 1958年（昭和33年） - 給食室を併置し、完全給食を実施する。
- 1978年（昭和53年） - 現在の場所に新築、移転する。
- 1980年（昭和55年） - 体育館が完成。
- 1982年（昭和57年） - 校門完成。
- 1986年（昭和61年） - プール完工。
- 1988年（昭和63年） - 石下小食堂の竣工式を行う。
- 1999年（平成11年） - コンピュータ室を設置し、パソコン22台を導入。
- 2006年（平成18年） - 常総市立石下小学校へと改称する。

## 学区
学区は以下の通りである。
本石下、新石下、大房、東野原、山口、平内、収納谷地区

## 交通アクセス
- 関東鉄道常総線石下駅下車、徒歩約15分